# Ewbank da Câmara
Ewbank da Câmara es un municipio brasileño situado en el estado de Minas Gerais. Tiene una población estimada, en 2021, de 33 714 habitantes.
Está situado a unos 241 kilómetros al sureste de la capital del estado.
Ocupa una superficie de 103.83 km², y la zona urbana del municipio constituye una pequeña parte del total.
El área rural, predominante en el municipio, cuenta con vegetación del bosque atlántico.
En 2010 el índice de desarrollo humano (IDH) era de 0.676.

## Historia
La ciudad tiene su origen conectado a la estación de trenes Ewbank da Cámara, del ferrocarril Dom Pedro II, transformado en Ferrocarril Central de Brasil, inaugurada el 12 de octubre de 1890 en el pueblo de Tabuões. A su alrededor se desarrolló el pequeño pueblo, que fue elevado a distrito el 7 de septiembre de 1923, se creó como tal el 6 de enero de 1926 y se elevó a municipio el 30 de diciembre de 1962, emancipado de Santos Dumont. El nombre era un homenaje al ingeniero José Felipe Neri Ewbank da Câmara, entonces director de la vía férrea. La primera administración municipal asumió el 1 de septiembre de 1963. El alcalde era Jair Antonio da Silva.

## Economía
La ciudad es parte del eje comercial, industrial y de servicios de las ciudades próximas interconectadas por la BR-040, al norte; Santos Dumont, y al sur, Juiz de Fora.
El municipio ha pasado de una cultura rural (agropecuaria), todavía presente en la zona, a una cultura urbana.
En 2020 el producto interno bruto (PIB) municipal fue de R$ 47.657,78 (x 1000), con un PIB per cápita de R$ 12.148,30. Además de tener actividades comerciales e industriales y servicios locales, oficia como ciudad dormitorio para personas que trabajan y estudian en Juiz de Fora.

## Turismo, deportes y festividades
El turismo se concentra en visitantes interesados en explorar tramos históricos del Camino Real y la naturaleza viva junto a la tranquilidad del lago que se formó a partir de la Represa de Chapeu D'Uvas.
Su principal club de fútbol es Esporte Clube Ewbankense, fundado en 1947.
Uno de los principales eventos es la fiesta de San Antonio, patrón de la ciudad.